# 维勒热叙
维勒热叙（法語：Villejésus，法語發音：[vilʒəzy]）是法国夏朗德省的一个旧市镇，属于孔福朗区。2019年，维勒热叙并入市镇艾格尔。

## 地理
维勒热叙（45°53'42"N, 0°1'45"E）面积17.23 平方千米，位于法国新阿基坦大区夏朗德省，该省份为法国西部内陆省份，北起德塞夫勒省和维埃纳省，东临上维埃纳省，东南至多尔多涅省，南至多爾多涅省，西接滨海夏朗德省。
与维勒热叙接壤的市镇（或旧市镇、城区）包括：艾格尔、埃布雷翁、富克尔、马西亚克-朗维尔、奥拉杜尔、圣弗赖涅、蒂松。

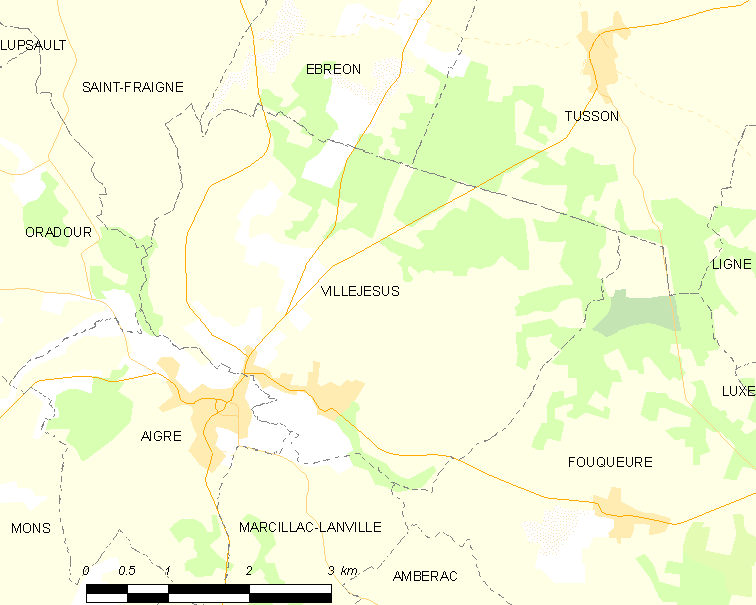
维勒热叙的OSM定位图

维勒热叙的时区为UTC+01:00、UTC+02:00（夏令时）。

## 行政
维勒热叙的邮政编码为16140，INSEE市镇编码为16411。

## 政治
维勒热叙所属的省级选区为夏朗德北县。

## 人口

1962-2008年间维勒热叙人口变化图示

维勒热叙于2018年1月1日时的人口数量为501人。